# دوين ساند
دوين ساند (بالإنجليزية: Duane Sand)‏ هو ضابط أمريكي، ولد في 8 مايو 1965.